# Thekla Resvoll
Thekla Susanne Ragnhild Resvoll (22 de mayo de 1871 - 14 de junio de 1948) fue una botánica noruega, pionera en educación de historia natural y conservación de la Naturaleza de Noruega, junto con su hermana, Hanna Maria Resvoll-Holmsen. Se casó con su cuñado, el ingeniero de minas Andreas Holmsen (1869-1955).
Thekla era originaria de Vågå. Trabajó como enfermera en un hogar de clase alta en Estocolmo, antes de comenzar estudios de historia natural en la Universidad Real Federico en Cristiania, en 1894. Se convirtió en una adepta del profesor de botánica Axel Blytt y, después de su graduación en 1899, fue profesora asociada en el Laboratorio de Botánica en 1902. Obtuvo el doctorado en 1918, defendiendo la tesis titulada On Plants Suited to a Cold and Short Summer, en donde presentó estudios sobre las adaptaciones de plantas alpinas a ambientes inhóspitos. Esos estudios se basaban en una visión warmingiana de la naturaleza, basados en observaciones minuciosas de los individuos vegetales—su propagación clonal y la reproducción sexual, perenniación, etc. Eso, ya significaba una ecología de poblaciones vegetales, antes aún de generarse la propia disciplina. Entre 1923 a 1924, Thekla hizo una visita a Java y al Jardín Botánico de Buitenzorg. Estudió árboles de la familia de las fagáceas de la flora de Java. Encontró que tenían brotes de hibernación, y lo interpretó como un rasgo innecesario - un rudimento de su temperatura originaria. Permaneció en el Laboratorio de Botánica hasta su retiro en 1936. Sus clases de botánica tuvieron un impacto en generaciones de estudiantes noruegos. También escribió un texto sobre botánica para alumnos de media.

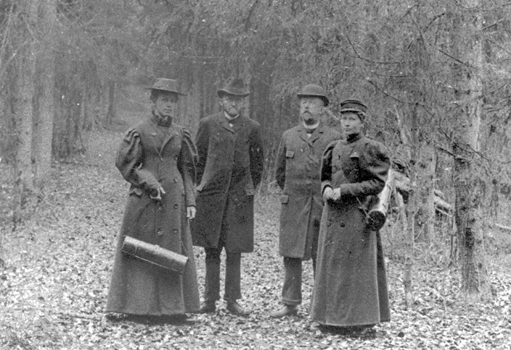
De izq. a der: Asta Lundell, Ove Dahl, Axel Blytt, y Thekla Resvoll con 28 años, ca. 1898

Junto a su carrera académica, Thekla participó en el movimiento de la igualdad de las mujeres en Noruega, como por ej. el sufragismo. Fue dirigente de la organización noruega Club de Estudiantes Mujeres y de la junta directiva del movimiento del sufragio femenino (Kvinnestemmeretsforeningen).
Falleció en 1948, en Oslo.

## Algunas publicaciones

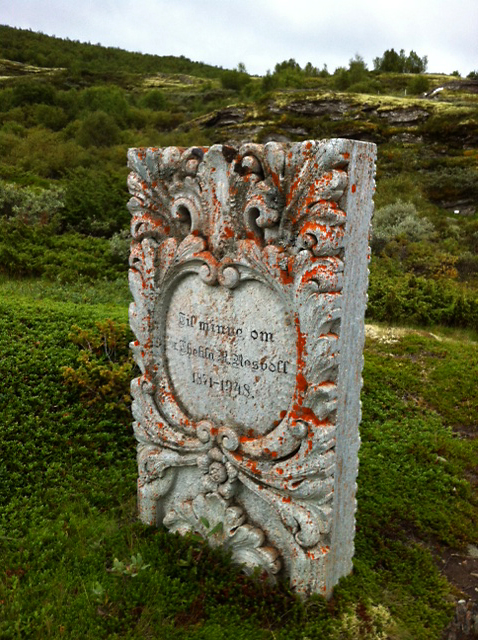
Piedra conmemorativa en el Jardín botánico de Kongsvoll, Dovre. Inscripción: "A la memoria de Thekla Resvoll 1871-1948."

- Resvoll, T. R. 1900. Nogle arktiske ranunklers morfologi og anatomi. Nyt Magazin for Naturvidenskaberne, 38: 343-367

Prueba de almacenamiento de energía en el rizoma de Ranunculus glacialis
- Resvoll, T. R. 1903. Den nye Vegetation paa Lerfaldet i Værdalen. Nyt Magazin for Naturvidenskaberne, 41

Descripción de sucesión ecológica primaria
- Resvoll, T. R. 1906. Pflanzenbiologische Beobachtungen aus dem Flugsandgebiet bei Röros im inneren Norwegen. Nyt Magazin for Naturvidenskaberne, 44

- Resvoll, T. R. 1917. Om planter som passer til kort og kold sommer. Tesis doctoral, 224 pp. Oslo

- Resvoll, T. R. 1925. Rubus chamaemorus L. A morphological - biological study. Nytt Magasin for Naturvidenskapene, 67: 55-129

- Resvoll, T. R. 1925. Rubus chamaemorus L. Die geographische Verbreitung der Pflanze und ihre Verbreitungsmittel. Veröffentlichungen des Geobotanischen Institutes Rübel in Zürich, 3: 224-241

- Resvoll, T. R. 1925. Beschuppte Laubknospen in den immerfeuchten Tropenwäldern Javas. Jena

Hibernación de brotes en árboles tropicales.

## Honores

### Membresías
- tercera mujer en convertirse en un miembro de la Academia Noruega de Ciencias y Letras
- La abreviatura «Resvoll» se emplea para indicar a Thekla Resvoll como autoridad en la descripción y clasificación científica de los vegetales.[2]